# グラノ (小惑星)
グラノ (1451 Grano) は、小惑星帯に位置する小惑星の1つであり、フローラ族に属している。フィンランド南西部の都市トゥルクで、ユルィヨ・バイサラによって発見された。フィンランドの地理学者、ヨハンネス・ガブリエル・グラノに因んで命名された。

## 基本データ
グラノは、小惑星帯（メインベルト）の内側寄り（1.9–2.5 AU）に位置するS型小惑星の一団であり、数の上で小惑星帯の約5％を占めるフローラ族に分類される小惑星の1つである。2010年3月に行われた測光観測から自転周期は139時間と見積もられた。直径は6.17 kmから9.70kmほどで、その表面のアルベドは0.171から0.429と見積もられている。